# عذاميات
العذاميات (الاسم العلمي Cunoniaceae)، فصيلة نباتات خشبية من الحماضيات. وهي مكونة من 27 جنسًا و300 نوعًا. توجد غالبًا في المناطق الاستوائية والرطبة المعتدلة في نصف الكرة الجنوبي. أكبر تنوع لها في الأجناس يوجد في أستراليا وتسمانيا (15 جنسا)، وغينيا الجديدة (9 أجناس)، وكاليدونيا الجديدة (7 أجناس). الفصيلة موجودة أيضًا في أمريكا الوسطى وأمريكا الجنوبية والكاريبي وماليزيا وجزر جنوب المحيط الهادي ومدغشقر والجزر المحيطة بها. وتنعدم الفصيلة عن البر الرئيسي في آسيا باستثناء شبه جزيرة ماليزيا، وتغيب تقريباً عن البر الرئيسي لأفريقيا باستثناء نوعين من جنوب أفريقيا (عذام رأس الرجاء، مسطح العرف ثلاثي الوريقات).